# With Love... Hilary Duff
With Love... Hilary Duff – perfumy firmy Elizabeth Arden sygnowane przez Hilary Duff.
Zgodnie z oficjalną stroną zapachu, buteleczka została zaprojektowana przez samą Duff, ale miała doradców, którzy wiedzieli jak to powinno pachnieć. Powiedziała Houston Chronicle, że jest zadowolona z dobrze rozwijającego się zapachu tak bardzo, że w przyszłości chciałaby tworzyć perfumy.
With Love... Hilary Duff był jednym z trzech najlepiej sprzedających się zapachów w USA pod koniec 2006 r. Firma Brean Murray, Carret & Co. doniosła, że poinformowali o niezadowalającej sprzedaży zapachu "dla zysku".
W oświadczeniu dla prasy Elizabeth Arden zdementowała plotki o niższej niż się spodziewano sprzedaży detalicznej zapachu porównując je do plotek o sezonie wakacyjnym. Zapach jest dostępny w większych sklepach w Wielkiej Brytanii.
Zapach jest reklamowany przez multi-milionową kampanię, do której zaliczają się reklamy w telewizji, teledysk do nowego singla Duff "With Love" i występy Duff w talk-show'ach. Reklama With Love... Hilary Duff pokrywa się z reklamą najnowszego singla Duff poprzez teledysk do niego, który jest bardzo często puszczany w MTV od lutego 2007. Sama reklama trwa 67 sekund, a skrócona wersja tylko 15 sekund. Pokazuje Duff ściganą przez mężczyznę (Kellan Lutz), później widzimy Duff wkładająca perukę w windzie. Mężczyzna idzie za nią do windy i zaczynają się obejmować, ale kable od windy się przerywają i winda spada. Ekran staje się biały z czarnym napisem "To Be Continued..." (Ciąg Dalszy Nastąpi...) i to koniec.